# Pasiteles

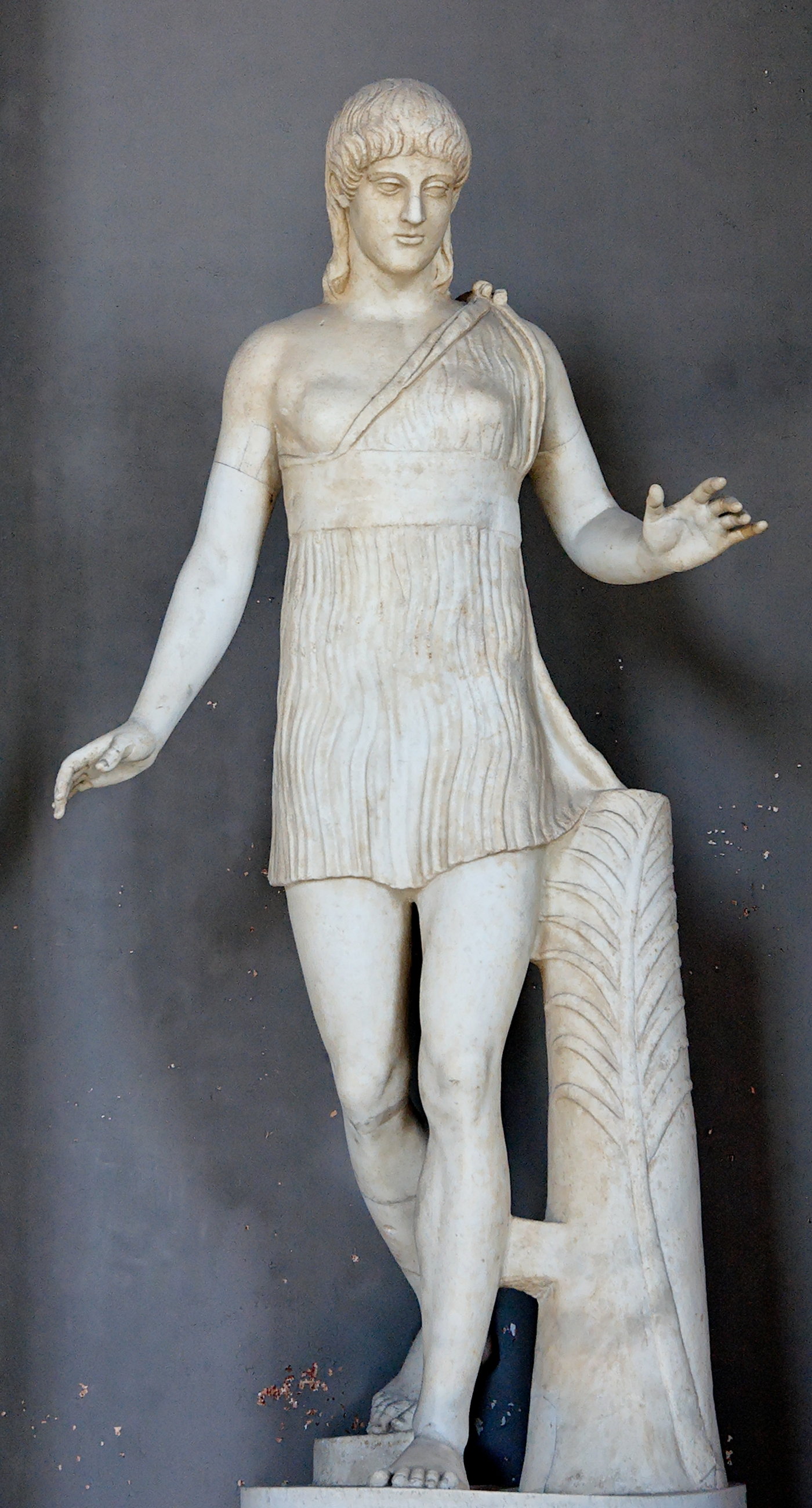
Mädchenstatue mit Siegespalme

Pasiteles (altgriechisch Πασιτέλης) war ein Bildhauer und Kunstschriftsteller des ersten vorchristlichen Jahrhunderts aus Großgriechenland.

## Leben
Pasiteles war ein Zeitgenosse des Pompejus und war überwiegend in Rom tätig. Vermutlich erhielt er im Jahr 89 oder 87 v. Chr. durch das Lex Plautia Papiria das römische Bürgerrecht. Er eröffnete in Rom eine Kunstschule, zu deren Schülern unter anderem die Bildhauer Stephanos, Kolotes und in 2. Generation Menelaos gehörten.
Sein Werk ist durch klassizistische Tendenzen gekennzeichnet, die er mit der Formeneleganz der römischen Plastik zu vereinigen suchte. Von seinen Werken sind nur Namen erhalten. Den Eklektizismus seiner Werke glaubt man in den erhaltenen Werken seines Schülers Stephanos, eine Knabenfigur in der Villa Albani, deutlich zu erkennen. Dessen Schüler Menelaos wiederum kehrt in der berühmten Ludovisischen Gruppe (Orestes und Elektra) zu einfacheren Formen zurück.
Pasiteles war von großer Vielseitigkeit; er arbeitete in Marmor, Elfenbein, Silber und Erz. Sein Werk über Schöpfungen der älteren Kunst (in fünf Büchern griechisch geschrieben, lateinisch quinque volumina scripsit nobilium operum in toto orbe ‚schrieb fünf Bände über edelsten Werke der ganzen Welt‘), wurde von Plinius dem Älteren verwendet, es ist nicht mehr erhalten. Dieser erwähnt in der Naturalis historia (35,156) eine Statue des Jupiter aus Gold und Elfenbein, die von Pasiteles stammte, sowie ein Silberstandbild des Schauspielers Quintus Roscius Gallus.
Pasiteles führte auch zahlreiche Naturstudien durch, so wird berichtet, dass er, als er im „Hafen, wo gerade eine Sendung wilder Tiere angekommen war, die Gelegenheit benützte, um vor einem L[öwen]-Käfig nach der Natur zu arbeiten (lateinisch cum per caveam intuens leonem caelaret).“ Dabei geriet er selbst in Lebensgefahr, da aus einem anderen Käfig ein Panther ausgebrochen war und nun im Hafen frei herumlief.